# Cetoacidose
A cetoacidose é um tipo de acidose metabólica causada por altas concentrações de cetoácidos, uma consequência do metabolismo de lipídeos. É mais comum em portadores de diabetes mellitus tipo 1, quando o fígado quebra a gordura em resposta a uma necessidade percebida pela dificuldade da quebra de glicose. Ela também pode ocorrer após um jejum prolongado.

## Causas
A quantidade de cetoácidos aumenta quando o corpo é forçado a consumir ácidos graxos para se manter, devido à falta de glicose dentro da célula. Pode ser causada por desnutrição ou jejum prolongado, porém geralmente é uma decorrência de uma falta de insulina grave e de um estado de resistência a insulina, e tem como critérios clínicos:
- Glicemia maior que 250 mg/dl
- Cetonemia
- Acidose metabólica = pH < 7,3 e BIC < 15 mEq/l.

Os fatores desencadeantes mais comuns variam com a idade:
Crianças
- Primodescompensação diabética;
- Stress;
- Infecção;
- Erro de dose de insulina.

Adolescentes e adultos
- Erro de dose de insulina;
- Bulimia ou anorexia;
- Álcool;
- Desnutrição.

### Quadro clínico
- Desidratação que pode ser em todos os níveis;
- Diurese normal ou aumentada;
- Náuseas e vômitos;
- Hálito cetônico;
- Dor abdominal;
- Respiração acidótica;
- Letargia.

## Tratamento
Deve-se iniciar pelo tratamento do desequilíbrio hidroeletrolítico com soro fisiológico endovenoso para reposição contínua das perdas hídricas, correção dos déficits de eletrólitos e da hiperglicemia. Também pode ser necessário corrigir um desequilíbrio ácido-base, como uma acidose metabólica. O uso correto da insulina intravenosa pode eventualmente corrigir o problema. Diálise pode ser feita em casos de azotemia. Assistência respiratória pode ajudar a equilibrar o dióxido de carbono plasmático a níveis adequados. e Após esse tratamento é importante prescrever uma dieta adequada em proteínas e sais minerais para compensar a degradação de proteínas (catabolismo) e evitar futuros episódios.

## Complicações
Possíveis complicações incluem:
- Hipoglicemia;
- Hipocalemia (falta de potássio);
- Arritmias cardíacas;
- Edema cerebral, associado a altos índices de mortalidade, geralmente de 4 a 12 horas após o ínicio do tratamento. Tem como fatores de risco:
  - Nível de consciência alterado;
  - Mais de 48 horas de duração;
  - Acidemia grave pH<7;
  - glicemia > 1000;
  - sódio corrigido > 155;
  - hiperosmolaridade > 375mOsm/Kg ***( Osmolaridade sérica= 2 x ( sódio + potássio) + glicose /18 + ureia/6
  - idade menor que 3 anos.